# Стемпковська Олена Костянтинівна
Стемпковська Олена Костянтинівна (жовтень 1921 — 26 червня 1942) — Герой Радянського Союзу, радист, молодший сержант.

## Біографія
Олена Стемпковська народилася в селі Мазурщина нині Солігорськ району Мінської області Білорусі в родині білоруського селянина, учасника оборони Порт-Артура і громадянської війни Костянтина Максимовича Стемпковського. Там вона закінчила 7 класів сільської школи.
В кінці 1930-х років родина переїхала в селище Баяут Баяутського району Сирдар'їнською області Узбекистану, де тоді почали розвивати бавовництво. Там вона пішла вчитися в 8-й клас. Після уроків вона разом з однокласниками працювала на плантаціях.
Після закінчення школи вступила в Ташкентський педагогічний інститут. Залишивши педагогічний інститут, добровольцем пішла в Червону Армію в червні 1941 року. Пройшла підготовку на 3-х радіотелеграфних курсах в Ташкенті. З січня 1942 року на фронті Великої Вітчизняної війни. Служила в стрілецькому батальйоні 216-го стрілецького полку (76-та стрілецька дивізія, 21-а армія, Південно-Західний фронт).
У липні 1942 року в районі села Зімовенька Шебекінського району Курської (нині Бєлгородської) області батальйон потрапив в оточення. Олена Стемпковська забезпечувала радіозв'язок зі штабом полку, а коли був убитий коректувальник, викликала вогонь на себе. При прориві кільця в складі взводу забезпечувала відхід батальйону до своїх. В результаті бою була захоплена гітлерівцями, після допитів, не виказавши військової таємниці, прийняла мученицьку смерть. За скоєний подвиг відзначена званням Герой Радянського Союзу (посмертно). Похована в селі Зімовенька.

## Нагороди
- Звання Героя Радянського Союзу (Указ Президії Верховної Ради СРСР від 15 травня 1946 року);
- Орден Леніна (15.05.1946, посмертно);
- Орден Червоного Прапора (5.11.1942, посмертно).

## Пам'ять

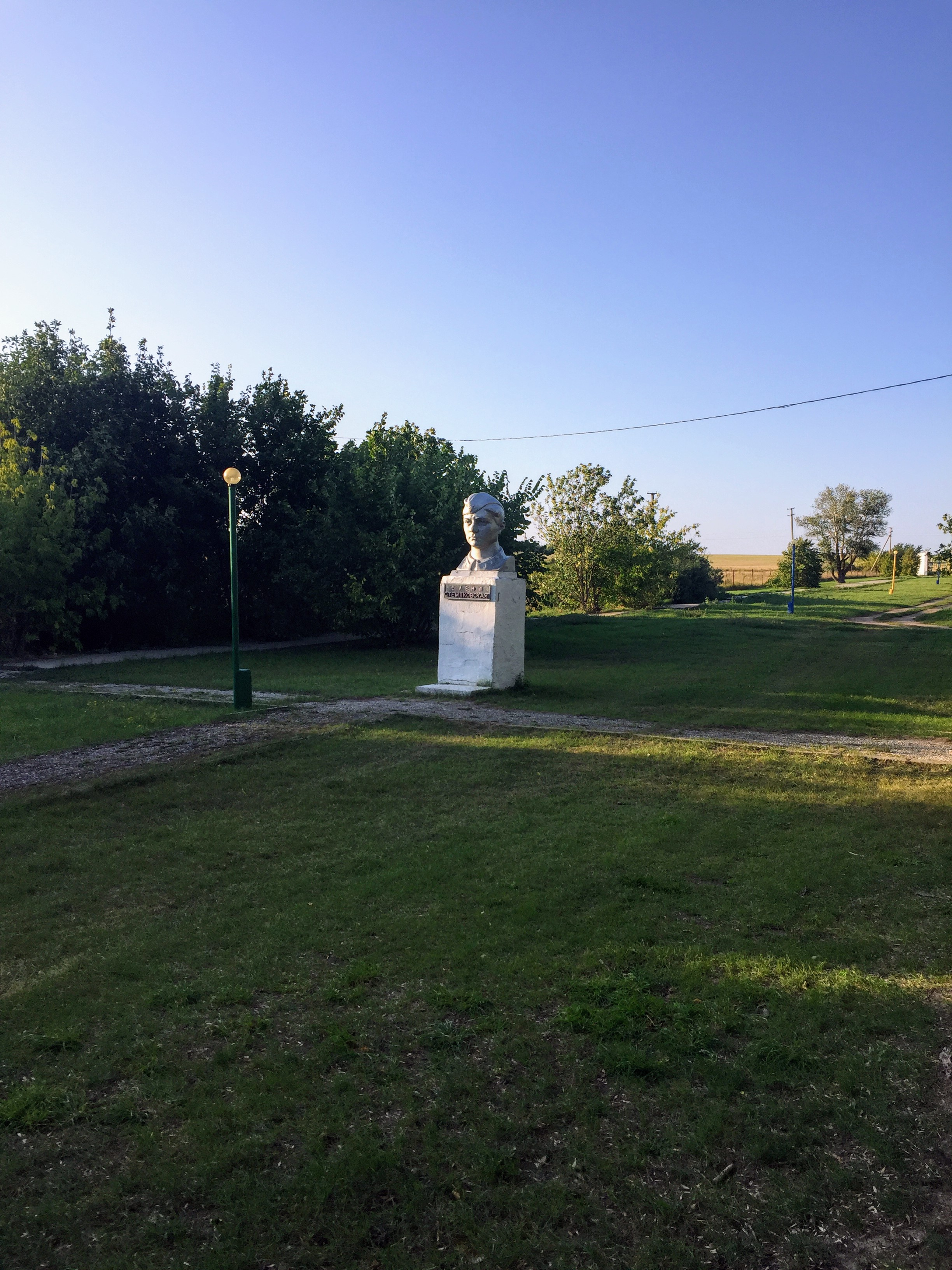
Бюст у Срібних ставках

- У центральній садибі радгоспу «Баяут-1» встановлено пам'ятник.
- Бюст встановлено в дитячому таборі «Срібні Ставки» Волгоградської області.
- Вона була зарахована в списки студентів Ташкентського державного педагогічного інституту, на будівлі якого встановлено меморіальну дошку.
- Ім'я героїні було присвоєно школам в селі Мазурщина, кишлаку Баяут-1, школі № 89 міста Ташкента, технічному училищу № 16 міста Волгограда.
- Шебекинський радіоклуб «Ефір» заснував диплом імені Стемпковської.
- Школа № 217 Чиланзарського району міста Ташкента носила ім'я Е. Стемпковської.